# Barry Pearl
Barry Lee Pearl (Lancaster, Pensilvania; 29 de marzo de 1950), más conocido como Barry Pearl, es un actor estadounidense.

## Carrera
Comenzó su carrera como actor en 1969 en el filme The Adventures of the Prince and the Pauper. En 1978 actuó en la película musical Grease junto a John Travolta y Olivia Newton-John. Barry ha actuando en varias películas y en series de televisión, como Alfred Hitchcock Presents, Growing Pains, Murder, She Wrote y Beverly Hills, 90210, entre otras; también ha actuado en teatro.

## Vida personal
Barry Pearl se casó en 2001 con Heather Brown.

## Filmografía

### Películas
- Special Delivery (2009) .... Dr. Shabin
- Imps* (2009) .... Bob (segmento "Bookreading")
- My Favorite Martian (1999) .... Director de noticiario
- Siegfried & Roy: Masters of the Impossible (1996) (voz) .... Rumpelstiltskin / Otras voces
- Bedtime with Barney: Imagination Island (1994) .... Profesor Erasmus Q. Tinkerputt
- Tryst (1994) .... Doctor
- Flicks (1987) .... Red (segmento 'New Adventures of the Great Galaxy')
- Annihilator (1986) .... Eddie
- HeartBeat (1985) .... Coreógrafo
- Avenging Angel (1985) .... Johnny Glitter
- Making of a Male Model (1983) .... Clarence
- The Munsters' Revenge (1981) .... Warren Thurston
- Grease (1978) .... Doody
- Best Friends (1976)
- The Adventures of the Prince and the Pauper (1969) .... Tom Canty (el mendigo ["the Pauper")

### Series de televisión
- Criminal Minds .... Hombre (1 episodio: "Lo-Fi", 2008)
- Miss Match .... Morty (1 episodio: "The Love Bandit", 2003)
- Even Stevens .... Sr. Chaney (1 episodio: "Easy Way", 2000)
- Malibu, CA .... J.J. (1 episodio: "The House Guest", 2000)
- Baywatch .... Lyle Forsman (1 episodio: "Father of the Groom", 1999)
- Port Charles .... Dr. Aikman (2 episodios, 1998)
- Baywatch Nights .... Paul Whitset (1 episodio: "Backup", 1996)
- ER .... Dr. Noble (1 episodio: "Long Day's Journey", 1995)
- Sisters .... Stan Smigel (1 episodio: "Things Are Tough All Over, 1993)
- Beverly Hills, 90210 .... Norman (1 episodio: "Chuckie's Back", 1991)
- They Came from Outer Space .... Bill Rabkin (1 episodio: "High Five", 1991)
- Major Dad .... Mike Eagleton (1 episodio: "Face the Music, 1990)
- Murder, She Wrote .... P.R. Staffer (1 episodio: "Steal Me a Story", 1987)
- Growing Pains (1 episodio: "Be a Man", 1986)
- Falcon Crest (1 episodio: "False Hope", 1985)
- Alfred Hitchcock Presents .... Ayudante del fiscal de distrito (1 episodio: "Wake Me When I'm Dead", 1985)
- Scarecrow and Mrs. King .... Leon Sacks (1 episodio: "A Little Sex, a Little Scandal", 1985)
- Alice .... Policía #4 (1 episodio: Vera's Anniversary Blues", 1985)
- Hill Street Blues .... Vendedor (1 episodio: "The Shooter", 1982)
- Benson .... Jerry (1 episodio: "Katie's Romance", 1982)
- Eight Is Enough .... Bruce (1 episodio: "The Idolbreaker: Part 2", 1981)
- Barney Miller .... Mario Pellegrini (1 episodio: "Voice Analyzer", 1979)
- Hallmark Hall of Fame .... Barry Silver (1 episodio: "Have I Got a Christmas for You", 1977)
- C.P.O. Sharkey .... Recluta Mignone (3 episodios, 1976-1977)